# Гай Юлий Север
Гай Ю́лий Севе́р (лат. Gaius Iulius Severus; умер после 155 года) — римский политический деятель середины II века.

## Биография
Север вёл своё происхождение от галатийского рода, царствовавшего в Анкире, который получил римское гражданство в правление императора Октавиана Августа и родовое имя Юлий. Его отцом был консул-суффект около 138 года Гай Юлий Север.
Карьеру Север начал военным трибуном IV Скифского легиона, затем был кандидатом императора на должность квестора, после назначен народным трибуном. В 145 году он стал городским претором Рима. С около 147 года до около 150 года Север находился на посту легата XXX Победоносного Ульпиева легиона. По всей видимости, в 151—154 годах он был куратором Аппиевой дороги. В 155 году Север занимал должность ординарного консула, где его коллегой являлся Марк Юний Руфин Сабиниан. Между 155 и 162 годом Север был легатом-пропретором провинции Сирия Палестинская.
Известно, что Север входил в состав коллегии квиндецемвиров священнодействий.